# Polystepha podagrae
Polystepha podagrae är en tvåvingeart som först beskrevs av Ephraim Porter Felt 1909.  Polystepha podagrae ingår i släktet Polystepha och familjen gallmyggor. Inga underarter finns listade i Catalogue of Life.